# Andrzej Dziuba (duchowny)
Andrzej Franciszek Dziuba (ur. 10 października 1950 w Pleszewie) – polski duchowny rzymskokatolicki, profesor nauk teologicznych, biskup diecezjalny łowicki w latach 2004–2024, od 2024 biskup senior diecezji łowickiej.

## Życiorys
Urodził się 10 października 1950 w Pleszewie. W 1968 ukończył Liceum Ogólnokształcące im. Stanisława Staszica w Pleszewie i złożył egzamin dojrzałości. W latach 1969–1975 studiował w Prymasowskim Wyższym Seminarium Duchownym w Gnieźnie. Studia uwieńczył magisterium w zakresie teologii dogmatycznej uzyskanym na Papieskim Wydziale Teologicznym w Poznaniu. Święceń prezbiteratu udzielił mu 21 czerwca 1975 w bazylice prymasowskiej Wniebowzięcia Najświętszej Maryi Panny w Gnieźnie kardynał Stefan Wyszyński, prymas Polski. Inkardynowany został do archidiecezji gnieźnieńskiej. Studia doktoranckie w zakresie teologii moralnej odbył na Wydziale Teologicznym Katolickiego Uniwersytetu Lubelskiego Jana Pawła II w Lublinie. Doktorat uzyskał w 1979 na podstawie dysertacji Mikołaj z Mościsk, teolog moralista XVII wieku. Studia kontynuował w Akademii Alfonsjańskiej w Rzymie i w Uniwersita Italiana per Stranieri w Perugii.
Po przyjęciu święceń był wikariuszem w parafii Trójcy Świętej w Łobżenicy. W latach 1981–1988 był duszpasterzem przy kościele św. Marcina w Warszawie, a w latach 1998–2004 przy kościele św. Barbary na Koszykach w Warszawie. W latach 1981–1984 był referentem w Sekretariacie Prymasa Polski w Warszawie oraz sekretarzem i kapelanem Prymasa Polski dla archidiecezji gnieźnieńskiej. W latach 1984–1998 pełnił funkcje kierownika Sekretariatu Prymasa Polski i sekretarza osobistego kardynała Józefa Glempa, prymasa Polski. W latach 1998–2004 był radcą teologicznym Sekretariatu Prymasa Polski.
W 1990 habilitował się na podstawie rozprawy Jan Azor – teolog moralista. W 1997 uzyskał tytuł naukowy profesora nauk teologicznych. W latach 1989–2004 był zatrudniony na Wydziale Teologii Katolickiego Uniwersytetu Lubelskiego, a w 1995 został pracownikiem Wydziału Teologicznego Uniwersytetu Kardynała Stefana Wyszyńskiego w Warszawie. Na obu uczelniach pełnił funkcję kierownika Katedry Historii Teologii Moralnej. W 2005 został dyrektorem Ośrodka Dokumentacji i Studiów nad Osobą i Nauczaniem Kardynała Stefana Wyszyńskiego Uniwersytetu Kardynała Stefana Wyszyńskiego w Warszawie.
27 marca 2004 papież Jan Paweł II mianował go biskupem diecezjalnym diecezji łowickiej. 22 maja 2004 przyjął święcenia biskupie i odbył ingres do bazyliki katedralnej Wniebowzięcia Najświętszej Maryi Panny i św. Mikołaja w Łowiczu. Głównym konsekratorem był kardynał Józef Glemp, prymas Polski, a współkonsekratorami Henryk Muszyński, arcybiskup metropolita gnieźnieński, i Alojzy Orszulik, pierwszy biskup diecezjalny łowicki. Jako zawołanie biskupie przyjął słowa „Soli Deo” (Samemu Bogu). W 2020 do Stolicy Apostolskiej złożono skargi, w których zarzucano mu dopuszczenie się zaniedbań w prowadzeniu spraw o nadużycia seksualne na szkodę osób małoletnich ze strony niektórych (według doniesień medialnych pięciu) duchownych diecezji łowickiej. Dochodzenie na szczeblu diecezjalnym, zgodnie z założeniami motu proprio Vos estis lux mundi, przeprowadził arcybiskup metropolita łódzki Grzegorz Ryś i w 2020  zebrane dokumenty zostały przekazane do Stolicy Apostolskiej. W 2022 państwowa komisja ds. pedofilii złożyła do prokuratury zawiadomienie o podejrzeniu popełnienia przez niego przestępstwa niezawiadomienia organów ścigania o nadużyciach seksualnych na szkodę małoletniego, których w 2016 dopuścił się podległy mu duchowny pełniący funkcję kapelana ziemian. W następstwie przeprowadzonego dochodzenia kanonicznego 9 marca 2024 papież Franciszek przyjął jego rezygnację z funkcji biskupa diecezjalnego łowickiego, a administratorem apostolskim sede vacante diecezji łowickiej ustanowił biskupa pomocniczego tej diecezji Wojciecha Osiala.
W strukturach Konferencji Episkopatu Polski objął funkcje przewodniczącego Rady Naukowej oraz Zespołu ds. Stypendiów Naukowych i Językowych. Ponadto został członkiem Zespołu ds. Kontaktów z Konferencją Episkopatu Francji oraz Kościelnej Komisji Konkordatowej, w ramach której objął funkcję przewodniczącego Zespołu ds. Szkolnictwa Wyższego. Został również delegatem na Międzynarodowe Kongresy Eucharystyczne.
W 2016 konsekrował biskupa pomocniczego łowickiego Wojciecha Osiala, a w 2017 asystował w sakrze nuncjusza apostolskiego w Rwandzie Andrzeja Józwowicza.
Został naczelnym kapelanem Związku Polskich Kawalerów Maltańskich.

## Odznaczenia i wyróżnienia
W 2012 został odznaczony Wielkim Krzyżem Pro Piis Meritis Zakonu Kawalerów Maltańskich. Przyjęty w poczet Zakonu Rycerskiego Grobu Bożego w Jerozolimie, w 2014 podniesiony do rangi Komandora z Gwiazdą.
Nadano mu honorowe obywatelstwo Łowicza (2009) i gminy Łobżenica (2014).
W 2009 otrzymał tytuł doktora honoris causa Polskiego Uniwersytetu na Obczyźnie.